# Alexander Meyer
Alexander Meyer (ur. 19 października 1983 w Jülich) – niemiecki piłkarz. Gra na pozycji prawego lub środkowego obrońcy. W swojej karierze grał w Bayerze 04 Leverkusen oraz MSV Duisburg.